# Арнольд, Виталий Дмитриевич
Виталий Дмитриевич Арнольд (4 октября 1968, Москва — 4 января 2017, Новосокольнический район, Псковская область) — советский и российский математик, просветитель, соучредитель и заместитель директора Московского центра непрерывного математического образования, организатор олимпиад по математике и Летней школы «Современная математика» в Дубне, учитель информатики московской гимназии № 1543. Один из основателей Корпуса экспертов по естественным наукам и математике.

## Биография
Племянник Владимира Арнольда, советского и российского математика, академика РАН. В 1985 году окончил 57-ю школу, в 1993 году — Московский институт стали и сплавов.
Один из создателей Московского центра непрерывного математического образования, Летней школы в Дубне, организатор олимпиад школьников и внешкольного математического обучения. Четверть века служил учителем в московской гимназии № 1543 и именно в этом качестве в составе коллектива назван лауреатом Премии Правительства России в области образования (2012 год).
Совместно с Долорес Иткиной составил генеалогию семьи Мандельштам (из которой он происходил).
Погиб 4 января 2017 года в автокатастрофе на 512-м километре трассы «Балтия».

## Награды и звания
Лауреат премии Правительства РФ в области образования (2012) за работу «Учебно-методическая поддержка системы развития математической одарённости школьников» (совм. с А. Б. Сосинским, И. В. Ященко и др.).